# Az Egyesült Arab Emírségek az 1988. évi nyári olimpiai játékokon
Az Egyesült Arab Emírségek a dél-koreai Szöulban megrendezett 1988. évi nyári olimpiai játékok egyik részt vevő nemzete volt. Az országot az olimpián 2 sportágban 12 sportoló képviselte, akik érmet nem szereztek.

## Kerékpározás

### Országúti kerékpározás
Férfi
| Versenyző                                        | Versenyszám     | Idő                  | Helyezés      |
| ------------------------------------------------ | --------------- | -------------------- | ------------- |
| Sultan Khalifa                                   | Mezőnyverseny   | 4:44:37 (+12:15)     | 101.          |
| Issa Mohamed                                     | Mezőnyverseny   | nem ért célba        | nem ért célba |
| Khalifa Bin Omair                                | Mezőnyverseny   | nem ért célba        | nem ért célba |
| Ali Al-Abed Ali Hayyaz Sultan Khalifa Naji Sayed | Csapat időfutam | 2:26:11,3 (+28:23,6) | 29.           |

## Úszás
Férfi
| Versenyző                                                       | Versenyszám            | Előfutam | Előfutam | Előfutam | Döntő   | Döntő   | Döntő   | Helyezés |
| Versenyző                                                       | Versenyszám            | Idő      | Hely.    | Össz.    | Típus   | Idő     | Hely.   | Helyezés |
| --------------------------------------------------------------- | ---------------------- | -------- | -------- | -------- | ------- | ------- | ------- | -------- |
| Mubarak Faraj Bilal                                             | 50 m gyors             | 27,60    | 6.       | 68.      | kiesett | kiesett | kiesett | kiesett  |
| Ahmad Faraj                                                     | 50 m gyors             | 26,60    | 6.*      | 63.*     | kiesett | kiesett | kiesett | kiesett  |
| Ahmad Faraj                                                     | 100 m gyors            | 59,10    | 7.       | 73.      | kiesett | kiesett | kiesett | kiesett  |
| Ahmad Faraj                                                     | 200 m gyors            | 2:13,21  | 6.       | 62.      | kiesett | kiesett | kiesett | kiesett  |
| Mohamed Bin Abid                                                | 200 m gyors            | 2:09,43  | 5.       | 61.      | kiesett | kiesett | kiesett | kiesett  |
| Mohamed Bin Abid                                                | 100 m hát              | 1:10,01  | 4.       | 51.      | kiesett | kiesett | kiesett | kiesett  |
| Mohamed Bin Abid                                                | 100 m gyors            | 58,81    | 5.       | 72.      | kiesett | kiesett | kiesett | kiesett  |
| Mohamed Bin Abid                                                | 400 m gyors            | 4:47,28  | 3.       | 49.      | kiesett | kiesett | kiesett | kiesett  |
| Mohamed Bin Abid                                                | 200 m hát              | 2:36,21  | 4.       | 40.      | kiesett | kiesett | kiesett | kiesett  |
| Mohamed Bin Abid                                                | 100 m pillangó         | 1:06,25  | 5.       | 49.      | kiesett | kiesett | kiesett | kiesett  |
| Mohamed Bin Abid                                                | 200 m vegyes           | 2:29,08  | 2.       | 53.      | kiesett | kiesett | kiesett | kiesett  |
| Mohamed Abdullah                                                | 200 m vegyes           | 2:31,44  | 3.       | 55.      | kiesett | kiesett | kiesett | kiesett  |
| Mohamed Abdullah                                                | 100 m hát              | 1:08,91  | 2.       | 49.      | kiesett | kiesett | kiesett | kiesett  |
| Mohamed Abdullah                                                | 200 m hát              | 2:29,64  | 3.       | 39.      | kiesett | kiesett | kiesett | kiesett  |
| Bassam Al-Ansari                                                | 400 m gyors            | 4:39,36  | 1.       | 47.      | kiesett | kiesett | kiesett | kiesett  |
| Obaid Al-Rumaithi                                               | 100 m mell             | 1:17,01  | 4.       | 60.      | kiesett | kiesett | kiesett | kiesett  |
| Obaid Al-Rumaithi                                               | 200 m mell             | 2:50,49  | 6.       | 52.      | kiesett | kiesett | kiesett | kiesett  |
| Ahmad Faraj Mohamed Abdullah Bassam Al-Ansari Mohamed Bin Abid  | 4 × 100 m gyorsváltó   | 3:58,92  | 6.       | 19.      | kiesett | kiesett | kiesett | kiesett  |
| Ahmad Faraj Mohamed Abdullah Bassam Al-Ansari Mohamed Bin Abid  | 4 × 200 m gyorsváltó   | 9:01,03  | 6.       | 14.      | kiesett | kiesett | kiesett | kiesett  |
| Mohamed Abdullah Obaid Al-Rumaithi Mohamed Bin Abid Ahmad Faraj | 4 × 100 m vegyes váltó | 4:28,55  | 3.       | 25.      | kiesett | kiesett | kiesett | kiesett  |

* - egy másik versenyzővel azonos eredményt ért el